# Battaglia del Medway
La battaglia del Medway si svolse nel 43 presso il fiume Medway nei territori della tribù dell'età del ferro dei Cantiaci, cioè l'attuale contea inglese del Kent. Fu uno dei primi scontri che caratterizzarono l'invasione romana della Britannia, comandata da Aulo Plauzio.

## Contesto storico
Alla notizia dello sbarco romano, le tribù britanniche si riunirono sotto il comando di Togodumno e di suo fratello Carataco, della tribù dei Catuvellauni, per combatterli. Dopo essere stati sconfitti in alcuni scontri tra schermagliatori nel Kent orientale, i nativi si radunarono sulle rive di un fiume più a ovest per affrontare gli invasori.
Contemporaneamente, i Romani ricevettero la resa della tribù dei Dobunni, nella Britannia occidentale. I Dobunni erano sottomessi al dominio dei Catuvellauni e questo guadagno diplomatico ebbe probabilmente l'effetto di assestare un duro colpo al morale dei nativi.

## Battaglia
Non esisteva alcun ponte su quel fiume, perciò un distaccamento di ausiliari romani con un addestramento speciale (descritti dall'unica fonte storica per quella battaglia, Cassio Dione Cocceiano, come "celti") attraversò il fiume a nuoto ed attaccò i cavalli da biga dei nativi. Nella confusione che seguì, la maggior parte della forza d'invasione facente capo alla Legio II Augusta del futuro Imperatore Vespasiano, che ne delegò il comando al fratello Tito Flavio Sabino, si unì al conflitto. Sembra che i nativi fossero stati colti di sorpresa da come quei legionari pienamente equipaggiati fossero stati in grado di attraversare il fiume e Peter Salway afferma che perfino Cassio Dione sembra sorpreso. I Romani non furono capaci di riportare una vittoria immediata e il primo giorno si concluse senza un risultato. Durante il secondo giorno un audace attacco condotto da Osidio Geta per poco non portò alla cattura dell'ufficiale romano che però riuscì comunque a vendicare le sue truppe e mettere in fuga i britanni. Geta fu premiato con un trionfo per aver assicurato la vittoria, un raro onore per qualcuno che non era mai stato console. Dati gli importanti ruoli avuti da Geta e da Sabino in giorni differenti è stato ipotizzato dallo storico Malcolm Todd che i Romani avessero operato con due, o forse tre, gruppi di battaglia.
Una battaglia così lunga era inusuale nel modo di fare guerra delle popolazioni antiche e probabilmente i Romani sconfissero una forza nativa significativa. I Britanni si ritirarono sul Tamigi dove potevano contare su un maggiore vantaggio strategico.
Cassio Dione effettivamente non nomina il luogo della battaglia o il fiume in questione ma quel luogo è senza dubbio riconosciuto come il Medway. I romani avrebbero usato i percorsi esistenti muovendosi a ovest da Richborough e il percorso preistorico più trafficato avrebbe coinciso con il tragitto della successiva Pilgrim's Way che passava a guado il fiume Medway presso Aylesford. Altre teorie comunque fanno notare che il fiume è stretto abbastanza ad Aylesford da non porre difficoltà significative all'attraversamento da parte di un esercito, dunque la battaglia avrebbe anche potuto svolgersi più vicino a Rochester, dove all'epoca era situato un largo insediamento dell'età del ferro. Un'ulteriore prova di una posizione più a nord si trova a Bredgar, dove la scoperta di un nascondiglio pieno di monete romane di quel periodo ha fatto pensare che un ufficiale romano potesse aver nascosto lì i suoi risparmi prima della battaglia. Questo nascondiglio potrebbe comunque postdatare la battaglia di 20 anni. Forse i Romani seguirono il futuro percorso di Watling Street fino alla battaglia nonostante il suo ruolo come via di comunicazione pre-romana non sia ancora accertato.